# Твої гріхи (пісня)
Твої гріхи — пісня Тіни Кароль, випущена 1 вересня 2016 року. Є лид-синглом з альбому «Интонации». Співачка випустила пісню відразу двома мовами — окрім української версії є і її англомовний варіант Blindfold.

## Опис
Композиція стала першим синглом альбому співачки, який вийшов у 2017 році. 
«Це пісня про жіночий прощення, — каже Тіна Кароль про свою нову композицію. — Якщо ми говоримо про справжню і вічну любов, то це завжди Всепрощення. Саме про таку любов моя нова пісня. Вона відкриває новий етап у моїй творчості».
Пісня і кліп «Твої гріхи» виходять одразу двома мовами: українською та англійською. В англійській версії нова робота Кароль називається Blindfold.

## Відеокліп
Відеокліп на пісню «Твої гріхи» знятий з використанням  передових технологій у галузі спецефектів та комп'ютерної анімації.
Над новим кліпом Тіни Кароль працювала компанія GloriaFX. Саме ця компанія другий рік поспіль перемагає у премії MTV Music Awards в номінації «Кращі візуальні ефекти».
У новій відеороботі Тіни Кароль використаний оскароносний спецефект «невидимки». У кліпі співачку рятує «невидимий» герой, тримає її на руках, танцює з нею, але візуально в кадрі його нема. При цьому вся пластика тіла Тіни та її взаємодія з ним збережені.

Але головним спецефектом кліпу «Твої гріхи», звичайно ж, вважається «жива» анімація. З допомогою комп'ютерної графіки шкіра співачки «розсипається» і ми бачимо, як розпускаються квіти.
«Це унікальна робота, дуже копітка і складна. У нас було кілька завдань — донести до глядача фізичну взаємодію Тіни з невидимим героєм. Показати, як розпускаються бутони квітів всередині її тіла, з „розсипанням“ шкіри в цей момент. Основною складністю саме цього ефекту було відтворити цю ідею при динамічній камері», — каже з-режисер кліпу Сергій Машівський і СЕО GloriaFX.

## Live виконання
2016 р. "Твої Гріхи" -Miss Ukraine 2016 
2017 р. "Твої Гріхи"  - "Голос Країни" 

## Список композицій
| Цифрове завантаження, стримінг | Цифрове завантаження, стримінг | Цифрове завантаження, стримінг | Цифрове завантаження, стримінг | Цифрове завантаження, стримінг |
| #                              | Назва                          | Автор слів                     | Автор музики                   | Тривалість                     |
| ------------------------------ | ------------------------------ | ------------------------------ | ------------------------------ | ------------------------------ |
| 1.                             | «Твої гріхи»                   | Дмитро Тубольцев               | Тіна Кароль                    | 3:41                           |

## Номінації та нагороди
| Рік  | Нагорода        | Номінована робота                          | Категорія        | Результат |
| ---- | --------------- | ------------------------------------------ | ---------------- | --------- |
| 2016 | M1 Music Awards | Тіна Кароль — «Твої гріхи» (реж. GloriaFX) | Кращий відеокліп | Номінація |
| 2016 | M1 Music Awards | Тіна Кароль — «Твої гріхи» (реж. GloriaFX) | Постпродакшн     | Номінація |